# Čongson (okres)

Čongson na mapě Jižní Korey (se zvýrazněnou provincií Kangwon)

Okres Čongson (korejsky 정선군 – Čŏngsŏn gun) je okres v provincii Kangwon v Jižní Koreji. Má rozlohu 1220 čtverečních kilometrů a k roku 2004 v něm žilo přes šestačtyřicet tisíc obyvatel. Jeho správním střediskem je město Čongson.
Na území okresu leží lyžařské středisko Čongson, kde se v rámci zimních olympijských her roku 2018 budou konat závody v alpském lyžování.